# Bリーグ全力応援!バスケ魂 presented by バスケットLIVE
『Bリーグ全力応援!バスケ魂 presented by バスケットLIVE』（ビー・リーグぜんりょくおうえん!バスケだましい プレゼンテッド・バイ・バスケットライブ）は、2024年10月1日からBS10（2025年1月7日放送分までBSJapanext）で放送されているスポーツ情報番組（バスケットボール番組）である。

## 概要
BSJapanextは2024-2025シーズンのBリーグ中継を無料放送局では最大規模となる約60試合を中継すると同時にリーグを盛り上げるための応援番組を開始。
注目試合のハイライトを始め、そして選手やチームの裏側を深堀りする特別企画を放送。公式アプリ「つながるジャパネット」で視聴者のコメントを拾いながら番組を進行する。
バスケットLIVEでも同時・見逃し配信を行っている。
中継番組については『バスケ魂』のタイトルで放送している。

## MC
- 山下健二郎（三代目 J SOUL BROTHERS from EXILE TRIBE）[2]
- 田中大貴

## 解説
- 塚本清彦
- 目由紀宏
- 中川聴乃
- 伊藤俊亮

## 番組アンバサダー
- 渡邊雄太（千葉ジェッツ）[3]